# Juan Carvajal
Pour les articles homonymes, voir Carvajal.
Ne doit pas être confondu avec le soldat républicain Juan López Carvajal.
Juan Carvajal (né en 1399/1400 à Trujillo, Espagne, et mort à Rome le 6 décembre 1469) est un cardinal espagnol du XVe siècle. Il est de famille du cardinal Bernardino López de Carvajal (1493).

## Biographie
Carvajal étudie à l'université de Salamanque. Il est notamment clerc du diocèse d'Ávila, doyen du chapitre d'Astorga et abbé de l'église de Santa Marí de Husillos à Plasencia. Il entre en service du tribunal de la rote romaine et est clerc à la chambre apostolique, gouverneur de Rome, légat du pape Eugène IV au concile de Bâle. Juan Carvajal fut chargé de plusieurs missions en Allemagne. En 1440, il assista à la diète convoquée à Mayence, et y parla avec force et éloquence. Dans un second voyage, il fut accompagné en Allemagne par Thomas de Sarna (Tommaso Parentucelli), qui devint par la suite, sous le nom de Nicolas V, pape de 1447 à 1455. En 1443 il est nommé évêque de Coria et est transféré à Plasencia en 1446. En 1445 il est auditeur général de la chambre apostolique.
Juan Carvajal est créé cardinal par Eugène IV lors du consistoire du 17 décembre 1446. Il combattit les Hussites, et contribua au gain d'une bataille livrée par l'armée chrétienne aux Turcs le 22 juillet 1456, sous les murs de Belgrade, qui la vit vaincre le sultan ottoman Mehmet II. À ce sujet, Antoine-Henri de Bérault-Bercastel, dans son Histoire de l'Église (1809), évoque le rôle de Juan de Carvajal dans cette victoire :

« Trois hommes de même nom, et d'état bien différent, savoir Jean de Carvajal, cardinal-légat, Jean Huniade, général du roi de Hongrie, et Jean de Capistran, religieux franciscain, furent les instruments qui dans la main de Dieu servirent également, chacun en sa manière, à confondre l'arrogance musulmane. Carvajal, légat habile, prélat d'une éminente piété, homme d'un courage propre à tout genre de fonctions, aidé par Capistran, puissant en œuvres et en paroles, rassembla une armée d'environ quarante mille combattants, mais sans expérience et sans renommée, tirés à la hâte du bas peuple, sans solde, presque sans armes et sans discipline, tels enfin qu'il importait, pour ne pas méconnaître dans leur victoire l'œuvre du Tout-puissant. »

En 1467-1468, Carvajal est administrateur du diocèse de Zamora et en 1468-1469 camerlingue du Sacré Collège. Carvajal fond une école à Salamanque et fait construire un pont sur le Tague près de Plasencia.
Le cardinal Carvajal participe au conclave de 1447 lors duquel Nicolas V est élu et au conclave 1464 (élection de Paul II). Il ne participe pas aux conclaves de 1455 (élection de Calixte III) et 1457 (élection de Pie II).

## Sources
Cet article comprend des extraits du Dictionnaire Bouillet. Il est possible de supprimer cette indication, si le texte reflète le savoir actuel sur ce thème, si les sources sont citées, s'il satisfait aux exigences linguistiques actuelles et s'il ne contient pas de propos qui vont à l'encontre des règles de neutralité de Wikipédia.
- « Juan Carvajal », dans Louis-Gabriel Michaud, Biographie universelle ancienne et moderne : histoire par ordre alphabétique de la vie publique et privée de tous les hommes avec la collaboration de plus de 300 savants et littérateurs français ou étrangers, 2e édition, 1843-1865 [détail de l’édition]